# Obserwatorium Astronomiczne Uniwersytetu Warszawskiego

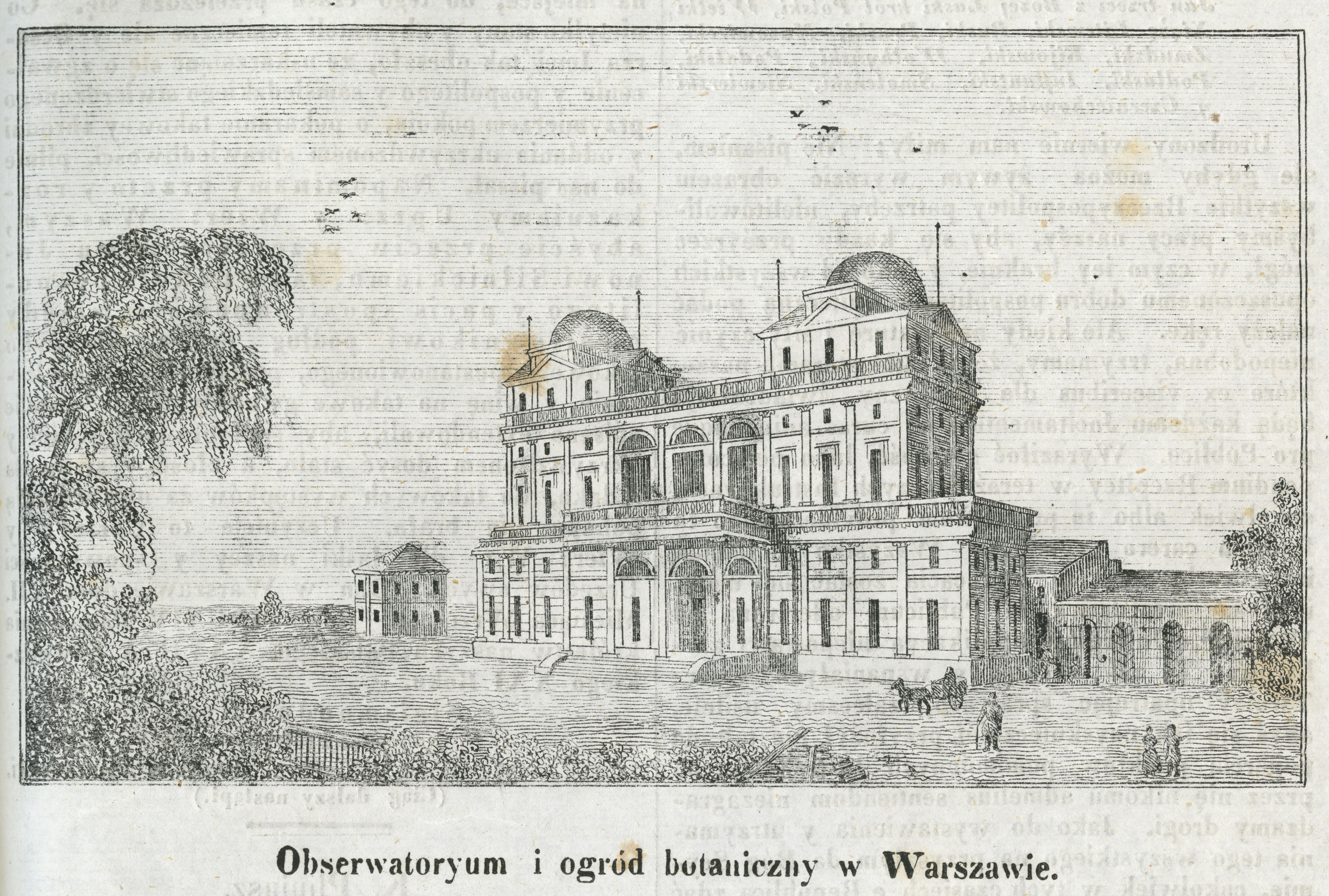
Rysunek budynku obserwatorium (1837)

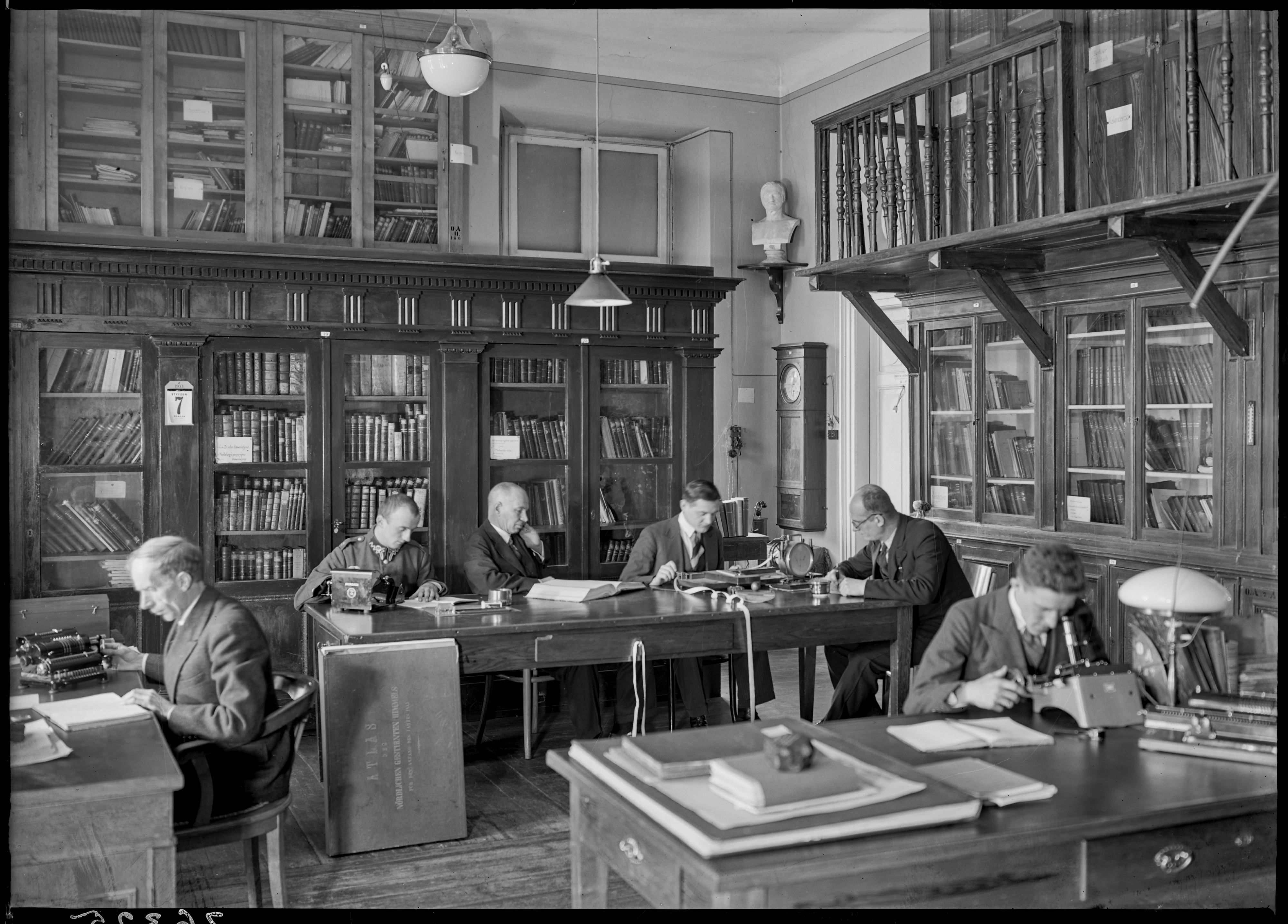
Astronomowie podczas pracy w bibliotece w 1933. Trzeci od lewej Michał Kamieński, dyrektor obserwatorium

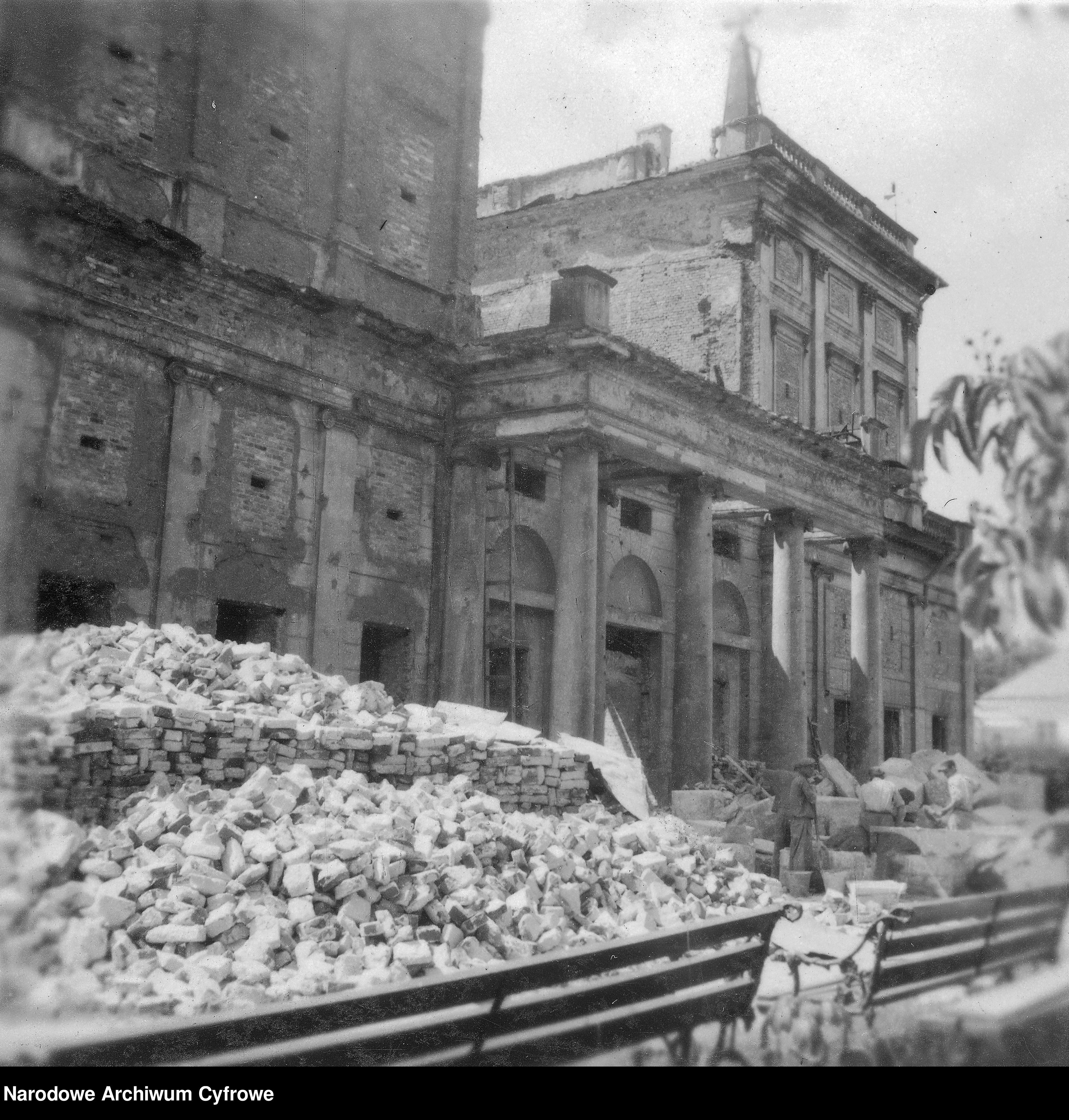
Gmach w czasie powojennej odbudowy, widok od strony północnej (1948)

Obserwatorium Astronomiczne Uniwersytetu Warszawskiego (OA UW) – instytut znajdujący się w strukturze Wydziału Fizyki Uniwersytetu Warszawskiego. 

## Historia
Obserwatorium mieści się w zabytkowym budynku  w Ogrodzie Botanicznym Uniwersytetu Warszawskiego przy Alejach Ujazdowskich 4 (pierwotnie 6/8), zbudowanym w latach 1820–1825 z inicjatywy Franciszka Armińskiego. W chwili założenia było jednym z najnowocześniejszych w Europie. W latach 70. XIX wieku budynek obserwatorium został przebudowany. W tym samym okresie powstały w pobliżu budynku trzy małe pawilony obserwacyjne. Na początku I wojny światowej część instrumentów została ewakuowana do Rosji. 
Obserwatorium przez wiele lat prowadziło służbę czasu. W połowie XIX wieku w oknie na parterze gmachu wystawiono pierwszy w Warszawie zegar elektryczny. Od 1 października 1928 do września 1939 pracownicy obserwatorium nadawali sygnały, które transmitowało Polskie Radio. 
W latach 30. XX wieku astronomowie warszawscy starali się o wybudowanie zamiejscowej stacji obserwacyjnej. Najpierw na Kasprowym Wierchu, co nie doszło do skutku, a następnie na szczycie Pop Iwan (dzisiejsza Ukraina). Na tym drugim szczycie uruchomiono Obserwatorium Astronomiczno-Meteorologicznego i rozpoczęto prowadzenie tam obserwacji. W dniu wybuchu II wojny światowej Rada Wydziału Matematyczno-Filozoficznego UW formalnie przejęła obserwatorium na Popie Iwanie, ale już 18 wrześnie 1939 obserwatorium zostało opuszczone. Latem 1940 wyposażenie budynku na Pop Iwan zostało zrabowane przez miejscową ludność. Pozostał jedynie ważący kilka ton astrograf firmy Grubb. Udało się zachować szkła astrokamery i refraktora, które wywieziono na Węgry i do Wiednia oraz aparaturę do pomiaru płyt fotograficznych, która znalazła się wcześniej w Warszawie.
Podczas kampanii wrześniowej 1939 budynek obserwatorium w Alejach Ujazdowskich w Warszawie nie był uszkodzony, jednak kilkaset szyb zostało rozbitych. W 1939, po zajęciu Warszawy Niemcy nie interesowali się obserwatorium i załoga obserwatorium mogła kontynuować prace naukowe. 1 stycznia 1940, za zgodą niemieckich władz okupacyjnych, które ograniczyły personel do dyrektora Michała Kamieńskiego, adiunkta Jana Gadomskiego oraz woźnego, obserwatorium podjęło pracę oficjalnie w zakresie praktycznym dla instytucji miejskich (służba czasu, codzienne obserwacje, biuletyny meteorologiczne) i nieoficjalnie kontynuowało swój program naukowy. W pierwszym kwartale 1940 Niemcy wywieźli najcenniejszy sprzęt obserwacyjny do obserwatorium w Poznaniu. W kwietniu 1942 zwierzchnikiem Obserwatorium został Kurt Walter z obserwatorium w Poczdamie, który objął stanowisko zarządcy komisarycznego Obserwatoriów Generalnego Gubernatorstwa w Krakowie, Lwowie i Warszawie. Pod zwierzchnictwem Waltera warunki pracy Obserwatorium poprawiły się, choć wciąż działalność była utrudniona. Obserwatorium kontynuowało prace do lata 1944. 2 sierpnia 1944, po wybuchu powstania warszawskiego, niemieckie czołgi ostrzelały budynek niszcząc obie kopuły obserwacyjne i sprzęt, który jeszcze się w nich znajdował. Niemcy z oddziału SS wypędzili z piwnic budynku, ukrywających się tam pracowników obserwatorium i ogrodu botanicznego oraz ich rodziny, a następnie podpalili budynek. W wyniku negocjacji Niemcy wycofali się i pozwolili na ugaszenie budynku. 11 sierpnia 1944 Niemcy wyprowadzili pozostałych w obserwatorium pracowników i ich rodziny do obozu przejściowego w Pruszkowie. W kilka dni później Niemcy podpalili budynek obserwatorium. Spłonęło całe wnętrze budynku, jego wyposażenie, zbiory, instrumenty obserwacyjne o muzealnej wartości, a także biblioteka z cennymi inkunabułami pochodzącymi z XVI i XVII wieku. Pożar przetrwał 10-cm fragment meteorytu Łowicz.
2 lutego 1945 odtworzono obserwatorium w Krakowie, a parę miesięcy później nadano mu nazwę „Pracownie Obserwatorium Astronomicznego Uniwersytetu Warszawskiego w Krakowie” i ta nazwa utrzymała się do 1950. Od 24 marca 1947 do 23 grudnia 1949 astronomowie korzystali z tymczasowej Stacji Obserwacyjnej w Przegorzałach (obecnie część Krakowa). Budynek w Warszawie został zrekonstruowany w latach 1947–1949 pod kierunkiem architekta Jana Dąbrowskiego. Przywrócono zewnętrzny kształt budynku z 1824. Pod koniec lat czterdziestych i na początku pięćdziesiątych zagospodarowano teren w miejscowości Ostrowik na stację obserwacyjną. Kopuły obserwacyjne w budynku w Alejach Ujazdowskich nie są obecnie używane do swoich pierwotnych celów, a pełnią jedynie funkcję dekoracyjną.  Pierwszymi powojennymi absolwentami astronomii byli Maria Karpowicz i Konrad Rudnicki (1949), a pierwszy doktorat obronił Maciej Bielicki pod kierunkiem Włodzimierza Zonna (1956). Po wojnie przy obserwatorium rozwinęła się warszawska szkoła astronomiczna. W okresie 1956–1995 obronione zostały 44 doktoraty. W okresie międzywojennym, obroniony został tylko jeden doktorat – w 1934 przez Helenę Kazimierczak-Połońską.
W latach 70. w budynku obserwatorium mieścił się Zakład Astronomii Polskiej Akademii Nauk, który został przekształcony w Centrum Astronomiczne im. M. Kopernika PAN i przeniesiony do obecnego budynku centrum w dniu 24 maja 1978.
Astronomowie z OAUW byli pionierami budowy kamer CCD w Polsce. Andrzej Udalski uruchomił pierwszą kamerę tego typu w lipcu 1991. W następnym roku Udalski wspólnie z Michałem Szymańskim rozpoczęli obserwacje projektu OGLE. Obserwacje te prowadzone były kamerą CCD na teleskopie Swope w Obserwatorium Las Campanas (Chile). Pierwszym znaczącym odkryciem projektu OGLE było zaobserwowanie zjawiska mikrosoczewkowania grawitacyjnego. Od 1996 grupa OGLE obserwuje Teleskopem Warszawskim o średnicy 1,3 m, który zlokalizowany jest w Las Campanas i jest dedykowany do obserwacji tego projektu. Udalski zbudował trzy kamery CCD (w 1997, 2001 i 2010), z których każda była większa od poprzedniej.

## Instrumentarium
Obserwatorium posiada dwa teleskopy:
- 60 cm – w Warszawskim Obserwatorium Północnym w Ostrowiku pod Otwockiem,
- 1,3 m – w Warszawskim Obserwatorium Południowym w Las Campanas w Chile.

Głównymi projektami obserwacyjnymi prowadzonymi w OA UW są:
- OGLE (The Optical Gravitational Lensing Experiment) pod kierunkiem Andrzeja Udalskiego,
- ASAS (All Sky Automated Survey) pod kierunkiem Grzegorza Pojmańskiego.

## Wybrane osiągnięcia naukowe pracowników
- zbadanie struktury Drogi Mlecznej na podstawie obserwacji Cefeid (2019; pod kierunkiem Doroty Skowron)[21],
- zmierzenie odległości do Wielkiego Obłoku Magellana z dokładnością do 2% (2013; pod kierunkiem Grzegorza Pietrzyńskiego)[22],
- stworzenie katalogów gwiazd zmiennych przez projekty OGLE (głównie prace Igora Soszyńskiego od 2008[23]) i ASAS (pod kierunkiem Grzegorza Pojmańskiego w okresie 2002–05[24][25]), w tym odkrycie bardzo rzadkich obiektów (jak V1309 Sco[26]) oraz nowych typów gwiazd zmiennych (np. BLAP[27]),
- wykrycie pierwszych planet pozasłonecznych metodami tranzytów oraz mikrosoczewkowania (2002 i 2004; projekt OGLE kierowany przez Andrzeja Udalskiego)[28],
- współtworzenie modelu toroidalnych dysków akrecyjnych wokół czarnych dziur (po angielsku nazwane Polish doughnuts przez Martina Reesa; przełom lat 70. i 80. XX wieku)[29][30][31],
- pierwszy przekład De revolutionibus Mikołaja Kopernika na język nowożytny oraz wydanie wszystkich innych dzieł Kopernika po polsku (pod redakcją Jana Baranowskiego w połowie XIX w.)[32],
- udowodnienie, że pojaśnienie nieba obserwowane podczas całkowitego zaćmienia Słońca (korona słoneczna) związane jest ze Słońcem, a nie z Księżycem (na podstawie obserwacji zaćmienia w 1860 wykonanych przez Adama Prażmowskiego)[33].

## Struktura organizacyjna
- Katedra Astrofizyki Obserwacyjnej,
- Katedra Astrofizyki Teoretycznej (powstała w 2021 z połączenia Zakładu Astronomii Pozagalaktycznej i Zakładu Astrofizyki Teoretycznej),[34]
- Pracownia Instrumentalno-Dydaktyczna w Ostrowiku.

## Pracownicy i studenci
Dyrektorzy obserwatorium
- Franciszek Armiński (1825–1848[35])
- Jan Baranowski (1848–1869[36])
- Iwan Wostokow (od listopada 1869[6] do 1898[36])
- Aleksandr Krasnow (1899–1907[36])
- Siergiej Czornyj (1908–1915[36])
- Jan Marian Krassowski (1916–1919[3])
- Felicjan Kępiński (p.o. 1922–1923[36])
- Michał Kamieński (od 29 marca 1923[36]; od kwietnia 1942 zarządcą komisarycznym był Kurt Walter, a jego zastępcą Robert Henseling(inne języki)[4])
- Jan Gadomski (p.o. od 18 września 1945 do 13 maja 1950[11]; kurator: Kazimierz Kuratowski[10])
- Włodzimierz Zonn (od kwietnia 1950 do 1975, zastępca: Stefan Piotrowski[6])
- Stefan Piotrowski (1975–1980[6], zastępca: Andrzej Kruszewski)
- Kazimierz Stępień (1980–1986[37], zastępcy: Marcin Kubiak i Michał Różyczka, a od XII 1985 Tomasz Chlebowski)
- Marcin Kubiak (1986–2008[6], zastępcy: początkowo Tomasz Chlebowski, później Andrzej Kruszewski i Michał Różyczka, a na koniec Andrzej Udalski i Michał Jaroszyński)
- Andrzej Udalski (2008–2016[6], zastępcy: Michał Szymański i Michał Jaroszyński)
- Michał Szymański (2016–2024; zastępcy: Tomasz Bulik i Marcin Kiraga[38])
- Tomasz Bulik (od 2024; zastępcy: Szymon Kozłowski i Milena Ratajczak[39])

## Galeria

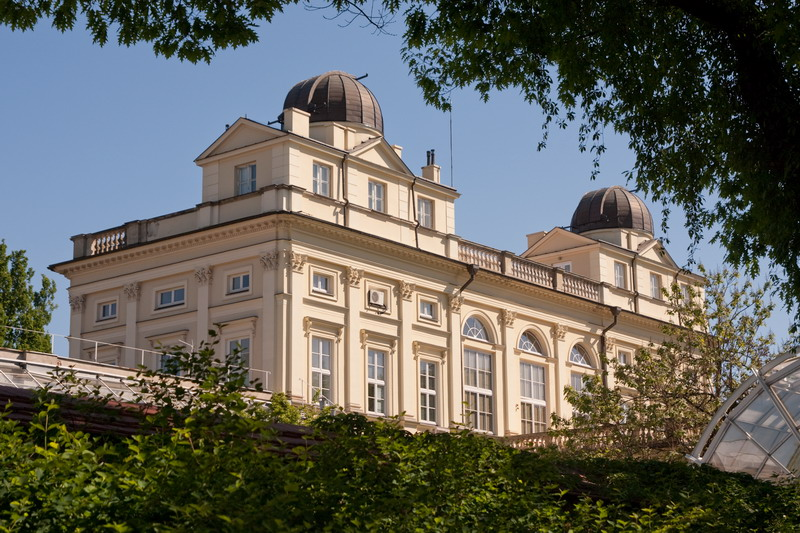
Widok na budynek obserwatorium od strony południowo-zachodniej
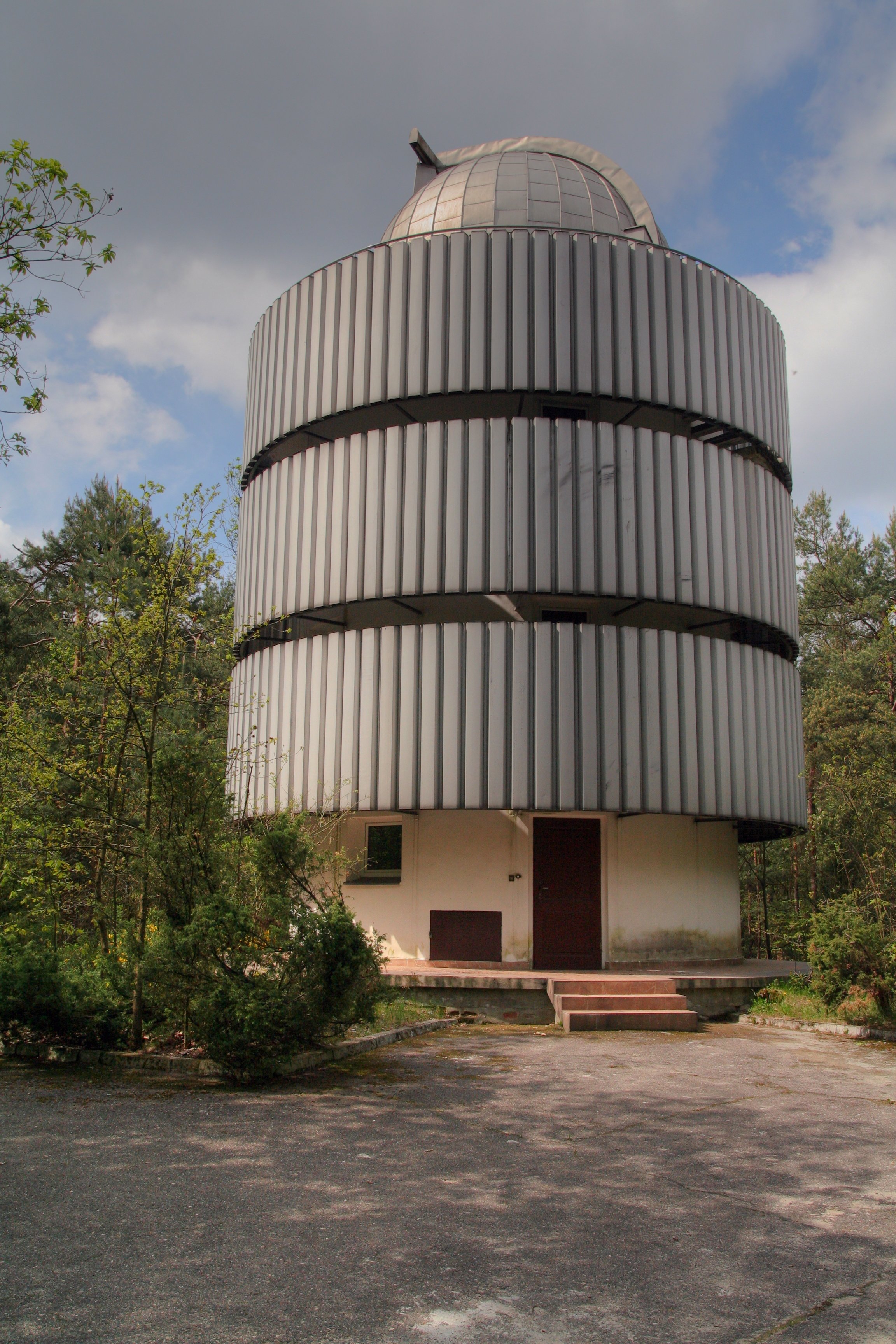
Budynek teleskopu 0,6 m w Obserwatorium Północnym
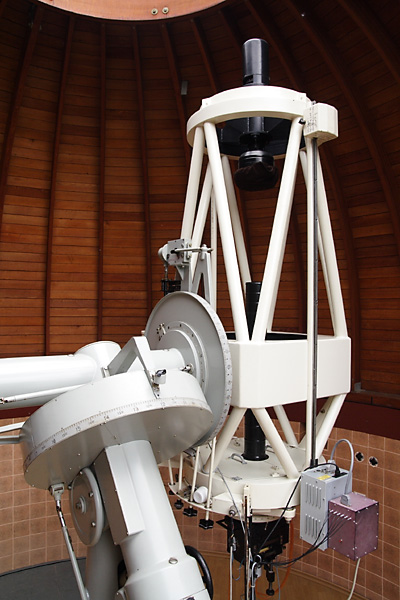
Teleskop 0,6 m w Obserwatorium Północnym
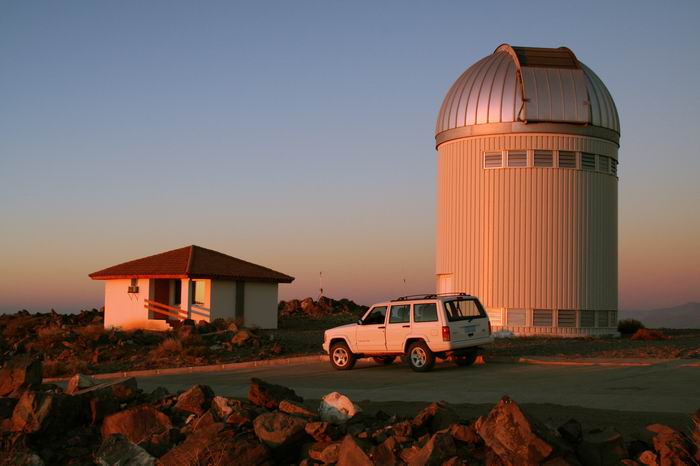
Warszawskie Obserwatorium Południowe
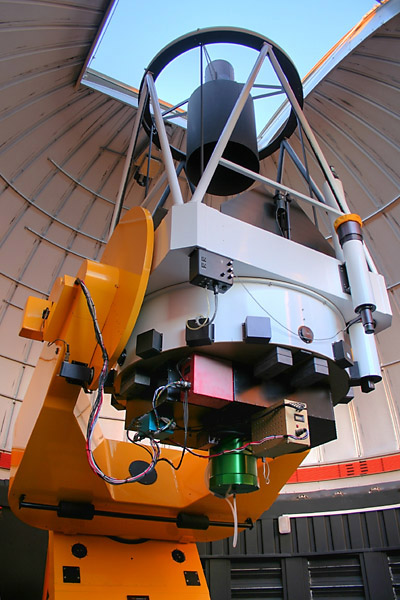
Wnętrze kopuły teleskopu Warszawskiego 1,3 m w Obserwatorium Południowym